# Tân Mỹ, Lạc Sơn
Tân Mỹ là một xã thuộc huyện Lạc Sơn, tỉnh Hòa Bình, Việt Nam.
Xã Tân Mỹ có diện tích 31,41 km², dân số năm 1999 là 6130 người, mật độ dân số đạt 195 người/km².